# گورستان گشت
قبرستان گُشت مربوط به اواخر دوره اشکانیان - دوره ساسانیان است و در شهر گُشت، ۶۹ کیلومتری جاده سراوان به خاش واقع شده و این اثر در تاریخ ۱ اردیبهشت ۱۳۴۵ با شمارهٔ ثبت ۵۴۸ به‌عنوان یکی از آثار ملی ایران به ثبت رسیده است.
قبرستان گشت سراوان از زمان دوره اشکانی و ساسانی است و در حدود ۲هزار و پانصد سال قدمت دارد. قبرستان گشت سراوان متعلق به دوره اشکانی – ساسانی می‌باشد و بیش از ۲۰۰۰ سال قدمت دارد و گنجینه ای از تاریخ کهن و تمدن دیرینه استان سیستان و بلوچستان محسوب می‌شود. قبرستان گشت سراوان در سال ۱۳۴۲ هجری شمسی توسط یک گروه از باستان شناسان ایرانی و ایتالیایی مورد حفاری و گمانه زنی قرار گرفت و از اشیا به دست آمده از قبور معلوم گردید که قدمت قبرستان مربوط به دوره ای اشکانی و ساسانی است. در برخی از سنگ‌های رها شده در قبرستان آثار سنگ‌نگاره دیده می شود که حکایت از قدمت منطقه دارد.
شهر گشت ما بین دو شهرستان سراوان و خاش و در مسیر جاده ایی این دو شهر قرار دارد. از طرف جنوب شرقی به شهرستان سراوان با مسافت ۶۵ کیلو متر و از طرف شمال غربی به شهرستان خاش با مسافت ۹۵ کیلو متر محدود است، در طول جغرافیایی ۶۱ درجه و ۵۷ دقیقه شرقی و عرض جغرافیایی ۲۷ درجه و ۴۷ دقیقه شرقی قرار دارد، ارتفاع آن از سطح دریا ۱۴۵۰متر است، جمعیت کلی شهر گشت در حدود بیش از ۱۲ هزار نفر تخمین زده شده است.
شهر گشت با توجه با آثاری که در آن قرار دارد یک شهر تاریخی و باستانی است و از قدمت زیادی برخوردار می باشد.
این قبرستان با ۱۳۰ هکتار وسعت در سال ۱۳۴۵ با شماره ثبتی ۵۴۸ به ثبت ملی رسیده است.[۳]

## [۲]جستارهای وابسته
- فهرست آثار ملی ایران
- سازمان میراث فرهنگی، صنایع دستی و گردشگری